# Jack Reacher
Jack Reacher – fikcyjna postać literacka, protagonista kilkudziesięciu powieści brytyjskiego pisarza Jima Granta, który wydaje swoje książki pod pseudonimem Lee Child (od tomu 25 współautorem powieści jest jego brat, również pisarz, Andrew Grant, pod pseudonimem Andrew Child). 

## Życiorys
Jack Reacher to były major żandarmerii wojskowej Armii Stanów Zjednoczonych.
Urodził się w bazie wojskowej w Berlinie Zachodnim 29 października 1960(dts) roku. Dorastał w wielu amerykańskich bazach wojskowych, gdzie zdobył podstawowe wykształcenie. Ukończył Akademię Wojskową Stanów Zjednoczonych w West Point (1979-1983), następnie przez 13 lat służył w Żandarmerii Wojskowej, w fikcyjnej 110. W styczniu 1990 roku wrócił z Panamy, gdzie brał udział w operacji Słuszna Sprawa (Just Cause, prawdziwa operacja wojskowa Armii Stanów Zjednoczonych, mająca na celu obalić dyktatora), do Stanów i rozpoczął śledztwo, które skończyło się jego degradacją do stopnia kapitana i wyrzuceniem ze stworzonej niespełna rok wcześniej, dowodzonej przez niego 110. Specjalnej Jednostce Dochodzeniowej, której przeznaczeniem było zajmowanie się wyjątkowo trudnymi, skomplikowanymi sprawami, zwłaszcza z udziałem żołnierzy jednostek specjalnych US Army Special Forces. Zabił wplątanego w aferę Pułkownika Willarda i wrócił na ostatnie dni do Panamy. Na pogrzebie matki po raz ostatni widział swojego brata, Joego, żywego. Kilka miesięcy później na kilka dni objął tymczasowe dowodzenie 99. Jednostką Specjalną. Prowadził śledztwo wraz z sierżant Francess Neagley, swoją podwładną i przyjaciółką. W drugiej połowie 1992 roku objął ponownie dowodzenie 110. Jednostką Specjalną. W 1993 roku spotkał sierżant Dominique Kohl, której powierzył aresztowanie Pułkownika Francisa Xaviera Quinna. Kohl zginęła, a Reacher w zemście strzelił do Quinna trzy razy. Ciało wpadło do rzeki. Wkrótce potem Reacher ponownie awansował na majora. Podczas swojej kariery wojskowej otrzymał wiele odznaczeń i medali, w tym: Medal Srebrnej Gwiazdy, Medal Departamentu Obrony za Wzorową Służbę, dwie Legie Zasług (o drugiej jest mowa w książce "Sto milionów dolarów", której akcja rozgrywa się w 1996 roku), Medal Żołnierza, dwie Brązowe Gwiazdy oraz Purpurowe Serce za rany poniesione w zamachu na koszary amerykańskich marines w Bejrucie 1983 roku (było to przecięcie brzucha szczęką sierżanta, który stał bliżej wybuchu i zginął)
Po odejściu z wojska w 1997 roku 37-letni Reacher prowadzi żywot włóczęgi, wędrując po całych Stanach Zjednoczonych bez jasno określonego celu. Przyzwyczaił się do takiego trybu życia, kiedy od dzieciństwa spędzonego w społeczności military brat do wojskowej dorosłości, każdego dnia mówiono mu gdzie iść, kiedy iść i co robić. Stwierdził ponadto, że nigdy nie poznał dobrze swojego własnego kraju, spędzając większość ze swojej młodości w bazach wojskowych rozsianych po całym świecie, a później w West Point i wojsku. Podczas swojej peregrynacji zwykle podróżuje autostopem lub autobusem. Cały jego majątek, który zawsze zabiera ze sobą, to pieniądze i składana szczoteczka do zębów. Po zamachach z 11 września 2001 wygasły jego paszport i karta płatnicza. Kiedy jego odzież się zużyje bądź wymaga prania, kupuje nową, a starą wyrzuca.

## Wygląd fizyczny
Reacher ma 195 cm (6'5") wzrostu, 127-centymetrowy (50") obwód klatki piersiowej i waży między 95 kg a 115 kg (210-250 lbs). Ma jasno niebieskie oczy i włosy koloru ciemnoblond. Posiada bardzo wysportowane, naturalnie umięśnione ciało, jednak bez zbędnej tkanki tłuszczowej. Jest osobą o wyjątkowej sile i bardzo dużej wytrzymałości, ale – jak sam ocenia – sprinterem nie jest zbyt dobrym.

## Rodzina
Dziadek Reachera od strony matki – Laurent Moutier był restauratorem mebli w Paryżu. Wraz z wybuchem I wojny światowej w 1914 r. w wieku trzydziestu lat zgłosił się na ochotnika do Armii Francuskiej. Walczył w bitwie pod Verdun i bitwie nad Sommą – największej bitwie I wojny światowej. Córka Josephine Moutier była jego jedynym dzieckiem. Zmarł w 1974 r. w wieku 90 lat. Młody Reacher spotkał dziadka trzy razy i darzył go sympatią.
Matka Jacka Reachera – Josephine Moutier Reacher, urodzona w 1930 r. we Francji. Kiedy miała zaledwie 13 lat, wstąpiła do Francuskiego Ruchu Oporu, gdzie pracowała pod pseudonimem „Beatrice”. Za swoją odwagę i heroizm otrzymała Médaille de la Résistance (Medal Ruchu Oporu). Josephine Moutier ojca Reachera spotkała w Holandii i wyszła za niego w Korei. W 1988 r. została wdową. Zmarła na raka w 1990 r. w wieku 60 lat.
Ojciec Reachera – Stan Reacher. Urodził się w miasteczku Laconia w New Hampsher był kapitanem Marines, służył w Korei i Wietnamie. Jego służba wojskowa powodowała utrzymywanie jego rodziny na nieustannych przeprowadzkach po całym świecie w różnych bazach wojskowych. Zmarł w 1988 roku. Naprawdę nazywał się inaczej, ale przybrał tą tożsamość po tym, jak mając 18 lat, zabił człowieka. Z fałszywą tożsamością udał się do armii. Prawdziwy Stan Reacher urodził się kilka lat wcześniej w tym samym miasteczku. Przebywający tam Jack Reacher (historia opisana w książce "Czas przeszły") poznał prawdę z ust żyjącego jeszcze, prawdziwego Stana Reachera.
Jack Reacher miał tylko brata Joe Reachera. Dwa lata starszy od Jacka, trzy centymetry wyższy Joe urodził się w bazie wojskowej na Filipinach. Joe – podobnie jak brat – także był absolwentem West Point. Spędził pięć lat w wywiadzie wojskowym, następnie pracował dla Departamentu Skarbu. Zmarł w wieku 38 lat, w trakcie organizowania spotkania z potencjalnym podejrzanym w swoim dochodzeniu (Poziom śmierci). Ponieważ Joe zginął w służbie, jego nazwisko można znaleźć na liście zasłużonych Departamentu Skarbu (Treasury’s Roll of Honor). Jego śmierć pociągnęła za sobą śmierć wielu innych osób. Większość z nich zmarła z ręki Jacka Reachera.

## Kobiety w życiu Jacka Reachera
- Roscoe – funkcjonariuszka policji w miasteczku Margrave w stanie Georgia („Poziom śmierci”)
- Holly Johnson – lat 27, agentka FBI, córka szefa połączonych sztabów, chrześniaczka prezydenta USA („Umrzeć próbując” znana także pod polskim tytułem „Uprowadzony”)
- Jodie Garber – lat 30, córka generała Leona Garbera, byłego dowódcy Jacka („Wróg bez twarzy”, „Podejrzany”, wspominana w „Echu w płomieniach”)
- Lisa Harper – lat 29, agentka FBI, stacjonująca w Quantico („Podejrzany”)
- Carmen Greer – lat 30, żona Sloopa Greera, właściciela pól naftowych w miasteczku Echo („Echo w płomieniach”)
- Mary Ellen Froelich – ok. 30 lat, agentka Secret Service („Bez pudła”)
- Susan Duffy – ok. 30 lat, agentka Drug Enforcement Administration („Siła perswazji”)
- Summer – porucznik z bazy Fort Bird („Nieprzyjaciel”)
- Lauren Pauling – ok. 50 lat, prywatny detektyw w Nowym Jorku, była agentka FBI („Bez litości”)
- Vaughan – ok. 30 lat, funkcjonariuszka policji w miasteczku Nadzieja, Colorado („Nic do stracenia”)
- Theresa Lee – detektyw policji nowojorskiej („Jutro możesz zniknąć”)
- Frances Neagley – sierżant na emeryturze, przyjaciółka i dawna podwładna Reachera ze specjalnej grupy śledczej żandarmerii („Bez pudła”, „Elita zabójców”, „Ostatnia sprawa”, „Sto milionów dolarów”, opowiadanie „Małe wojny”)
- Karla Dixon – dawna podwładna Reachera ze specjalnej grupy śledczej żandarmerii („Elita zabójców”)
- Elizabeth Deveraux – lat 37, szeryf policji w Carter Crossing („Ostatnia sprawa”)
- Susan Turner – komendant 110. jednostki żandarmerii („Nigdy nie wracaj”, poznana telefonicznie w „61 godzin”, wspominana w „Czasami warto umrzeć”, „Poszukiwany”)
- Michelle Chang – około 40 lat, prywatna detektyw z Seattle, była agentka FBI („Zmuś mnie”)
- Serena Rose Sanderson – major piechoty armii Stanów Zjednoczonych w stanie spoczynku („Nocna runda”)

## Cykl powieści
Seria z Jackiem Reacherem w roli głównego bohatera liczy 29 powieści (stan na koniec 2024 r.) i tom sześciu opowiadań pod tytułem „Zasady Reachera” (Reacher’s Rules – dotyczących okresu służby wojskowej Reachera). Są one napisane w narracji w 1. os. lub narracji w 3. os. Zwykle ukazuje się jedna powieść z cyklu na rok (choć w 2010 r. wyszły dwa nowe tytuły).
Zdecydowana większość akcji powieści odbywa się na terenie Stanów Zjednoczonych. Do tej pory, Reacher podróżował poza USA tylko do Niemiec i Francji w powieści „Nieprzyjaciel”, do Niemiec i Japonii w powieści „Sto milionów dolarów” oraz do Anglii.
| Tom  | Tytuł                                     | Data I wyd. w Polsce | Wydawnictwo | Tytuł oryginalny          | Data wydania | Narracja |
| ---- | ----------------------------------------- | -------------------- | ----------- | ------------------------- | ------------ | -------- |
| 1.   | Poziom śmierci                            | 2003                 | ISA         | Killing Floor             | 1997         | 1. os.   |
| 2.   | Umrzeć próbując (inny tytuł: Uprowadzony) | 2004                 | ISA         | Die Trying                | 1998         | 3. os.   |
| 3.   | Wróg bez twarzy                           | 2008                 | Albatros    | Tripwire                  | 1999         | 3. os.   |
| 4.   | Podejrzany                                | 2010                 | Albatros    | The Visitor/Running Blind | 2000         | 3. os.   |
| 5.   | Echo w płomieniach                        | 2009                 | Albatros    | Echo Burning              | 2001         | 3. os.   |
| 6.   | Bez pudła (inny tytuł: W tajnej służbie)  | 2006                 | ISA         | Without Fail              | 2002         | 3. os.   |
| 7.   | Siła perswazji                            | 2007                 | ISA         | Persuader                 | 2003         | 1. os.   |
| 8.   | Nieprzyjaciel                             | 2011                 | Albatros    | The Enemy                 | 2004         | 1. os.   |
| 9.   | Jednym strzałem                           | 2006                 | Albatros    | One Shot                  | 2005         | 3. os.   |
| 10.  | Bez litości                               | 2007                 | Albatros    | The Hard Way              | 2006         | 3. os.   |
| 11.  | Elita zabójców                            | 2008                 | Albatros    | Bad Luck and Trouble      | 2007         | 3. os.   |
| 12.  | Nic do stracenia                          | 2009                 | Albatros    | Nothing to Lose           | 2008         | 3. os.   |
| 13.  | Jutro możesz zniknąć                      | 2011                 | Albatros    | Gone Tomorrow             | 2009         | 1. os.   |
| 14.  | 61 godzin                                 | 2011                 | Albatros    | 61 Hours                  | 2010         | 3. os.   |
| 15.  | Czasami warto umrzeć                      | 2012                 | Albatros    | Worth Dying For           | 2010         | 3. os.   |
| 16.  | Ostatnia sprawa                           | 2013                 | Albatros    | The Affair                | 2011         | 1. os.   |
| 17.  | Poszukiwany                               | 2013                 | Albatros    | A Wanted Man              | 2012         | 3. os.   |
| 18.  | Nigdy nie wracaj                          | 2014                 | Albatros    | Never Go Back             | 2013         | 3. os.   |
| 19.  | Sprawa osobista                           | 2015                 | Albatros    | Personal                  | 2014         | 1. os.   |
| 20.  | Zmuś mnie                                 | 2016                 | Albatros    | Make Me                   | 2015         | 3. os.   |
| 21.  | Sto milionów dolarów                      | 2017                 | Albatros    | Night School              | 2016         | 3. os.   |
| 21a. | Adres nieznany (zbiór opowiadań)          | 2017                 | Albatros    | No middle name            | 2017         | –        |
| 22.  | Nocna runda                               | 2018                 | Albatros    | The Midnight Line         | 2017         | 3. os.   |
| 23.  | Czas przeszły                             | 2019                 | Albatros    | Past Tense                | 2018         | 3. os.   |
| 24.  | Zgodnie z planem                          | 2020                 | Albatros    | Blue Moon                 | 2020         | 3. os    |
| 25.  | Strażnik                                  | 2021                 | Albatros    | The Sentinel              | 2021         | 3. os    |
| 26.  | Lepiej już umrzeć                         | 2022                 | Albatros    | Better off Dead           | 2021         | 1. os.   |
| 27.  | Bez planu B                               | 2023                 | Albatros    | No Plan B                 | 2022         | 3. os.   |
| 28.  | Sekret                                    | 2024                 | Albatros    | The Secret                | 2023         | 3. os.   |
| 29.  | Tajny raport                              | 2025                 | Albatros    | In To Deep                | 2024         | 3. os.   |

1. ↑  W Wielkiej Brytanii powieść wydana pt. The Visitor.
2. ↑  W USA powieść wydana pt. Running Blind.
3. ↑  Wydanie II z 2012 r. opublikowane pt. „W tajnej służbie” (wyd. Albatros).
4. 1 2 3 4 5  Współautor: Andrew Child(inne języki).

## Opowiadania
Postać Jacka Reachera pojawia się także w kilku opowiadaniach napisanych przez Lee Childa. Opowiadania „Second Son” (2011) oraz „Deep Down” (2012) zostały pierwotnie wydane dla czytnika Amazon Kindle. Później opowiadanie „Second Son” zostało zawarte w powieści „Ostatnia sprawa”. Pozostałe Lee Child opublikował w The New York Times.

## Utwory innych autorów
Jack Reacher jest wymieniony kilka razy w powieści Stephena Kinga „Pod kopułą”; pułkownik Cox mówi o nim: „...moim skromnym zdaniem, jest największym twardzielem, jaki kiedykolwiek służył w żandarmerii wojskowej”.

## Adaptacje filmowe
Pierwszą sfilmowaną powieścią z Jackiem Reacherem jest dziewiąta powieść cyklu – „Jednym strzałem”. Światowa premiera filmu Jack Reacher: Jednym strzałem opartego na tej powieści miała miejsce 21 grudnia 2012, natomiast w Polsce odbyła się 11 stycznia 2013.
Amerykańska wytwórnia filmowa Paramount Pictures zatrudniła nominowanego do Oscara scenarzystę Josha Olsona (nominacja w kategorii najlepszy scenariusz adaptowany za film Historia przemocy) do adaptacji powieści „Jednym strzałem”. Josh Olson napisał projekt filmu, po czym scenarzysta Christopher McQuarrie (zdobywca Oscara za scenariusz filmu Podejrzani) wniósł swoje poprawki i pracował na podstawie szkicu Olsona. Christopher McQuarrie został reżyserem tego filmu.
Drugą sfilmowaną powieścią z Jackiem Reacherem jest czternasta powieść cyklu – „Nigdy nie wracaj”. Światowa premiera filmu Jack Reacher: Nigdy nie wracaj opartego na tej powieści miała miejsce 19 października 2016, natomiast w Polsce odbyła się 21 października 2016.
Dnia 4 lutego 2022 na Amazon Prime zadebiutował pierwszy sezon serialu "Reacher." Jest on oparty na pierwszej powieści cyklu – "Poziom śmierci." Tytułową rolę zagrał Alan Ritchson.